# گونتر لرکه
گونتر لرکه (انگلیسی: Günter Lörke؛ زادهٔ ۲۳ ژوئن ۱۹۳۵) دوچرخه‌سوار اهل آلمان است.
وی در مسابقات کشوری و بین‌المللی در مجموع برندهٔ ۱ مدال نقره شده‌است.